# Eduardo Carvalho
Eduardo dos Reis Carvalho (* 19. září 1982, Mirandela, Portugalsko) je portugalský fotbalový brankář a reprezentant, od roku 2016 působí v klubu Chelsea FC.

## Klubová kariéra
- SC Mirandela (mládež)
- Vitória SC (mládež)
- SC Braga (mládež)
- SC Braga „B“ 2001–2006
- SC Braga 2006–2010
- →  SC Beira-Mar (hostování) 2007
- →  Vitória FC (hostování) 2007–2008
- Janov CFC 2010–2014
- →  SL Benfica (hostování) 2011–2012
- →  İstanbul BB (hostování) 2012–2013
- →  SC Braga (hostování) 2013–2014
- GNK Dinamo Zagreb 2014–2016
- Chelsea FC 2016–

## Reprezentační kariéra
Carvalho odchytal dva zápasy za portugalskou reprezentaci do 21 let.
V A-týmu Portugalska debutoval 11. 2. 2009 v přátelském zápase proti reprezentaci Finska (výhra 1:0). Celkově za portugalský národní výběr odchytal 34 zápasů. Zúčastnil se MS 2010 v Jihoafrické republice, EURA 2012 v Polsku a na Ukrajině, MS 2014 v Brazílii a EURA 2016 ve Francii.

## Vyznamenání
- komandér Řádu za zásluhy – Portugalsko, 10. července 2016[4]